# David Sherbeck
David Sherbeck (Fullerton, 2 dicembre 1955) è un ex tennista statunitense.
Anche suo fratello Eric è stato un tennista.

## Carriera
Nei tornei del Grande Slam ha ottenuto il suo miglior risultato raggiungendo i quarti di finale di doppio misto a Wimbledon nel 1979, in coppia con la connazionale Jane Stratton.